# 依斯塔
依斯塔國際有限責任公司，簡稱依斯塔（德語：Ista International GmbH），在1957年，由Johannes Schultz and Karl Völker，在德國創立。其業務在全球經營能源供应与智能计量解決方案。
2017年7月27日，長江實業集團有限公司、長江基建集團有限公司和其相關企業以45億歐元（約414億港元）等合資方式，收購該公司所有股權，完成後，該公司將會進行資本結構重組。重組後，長實集團和長江基建分別持有依斯塔65%和35%股權。

## 連結
- ista.com （页面存档备份，存于）